# Daphné Rüfenacht
Daphné Rüfenacht (* 25. März 1978) ist eine Schweizer Politikerin (Grüne) aus Biel/Bienne.

## Leben
Daphné Rüfenacht ist diplomierte Geographin. Von 2011 bis 2017 gehörte sie dem Grossen Rat des Kantons Bern für den Wahlkreis Biel-Seeland an. Sie rückte hierbei für Urs Scheuss nach, der aus beruflichen Gründen sein Mandat niedergelegt hatte. Des Weiteren bekleidete Rüfenacht das Amt der Vizepräsidentin der Grünen Kanton Bern und war von 2005 bis 2013 Mitglied im Bieler Stadtparlament.
Rüfenacht hat sich in den Bereichen Raumplanung, Natur- und Kulturlandschutz einen Namen gemacht. Unter anderem war sie Co-Präsidentin der Kulturlandinitiative von Grünen, BDP und Bauernverband, sowie Mitglied der grossrätlichen Bau-, Energie-, Verkehrs- und Raumplanungskommission.
Ab 2017 begann sie als stellvertretende Generalsekretärin der Baudirektion der Stadt Biel zu arbeiten und 2019 wurde sie Leiterin der Stadtbieler Dienststelle für Umwelt.